# Вальченко Зінаїда Петрівна
Зінаїда Петрівна Вальченко (? — ?) — українська радянська діячка, лікар, завідувачка Кладьківської медичної дільниці Комарівського району Чернігівської області. Депутат Верховної Ради СРСР 2-го скликання.

## Життєпис
Народилася в селянській родині. Освіта медична.
На 1945—1946 роки — завідувачка Кладьківської медичної дільниці Комарівського (тепер Куликівського) району Чернігівської області.